# Vůdce opozice (Izrael)
V Izraeli je vůdce opozice (hebrejsky ראש האופוזיציה‎, Roš ha-opozicija) politik, který vede oficiální opozici v Knesetu, izraelském parlamentu. Vůdce opozice je podle ústavní konvence předseda největší politické strany v Knesetu, která není ve vládě (nebo ji nepodporuje).

## Historie

### Neformální vůdce opozice, do roku 2000
Do roku 2000 nebyla funkce vůdce opozice oficiální funkcí, ale spíše čestnou funkcí. Vůdcem opozice byl předseda největší strany, která nebyla ve vládě.
I když neexistoval zákon definující roli vůdce opozice, bylo zvykem, že se premiér pravidelně setkával s vůdcem největší opoziční strany.

### Formální vůdce opozice, po roku 2000
Počátkem roku 2000 byly Knesetu předloženy dva návrhy zákona o změně postavení vůdce opozice, jeden předložila vláda a druhý poslanec Knesetu Uzi Landau. Návrhy byly sloučeny do jedné novely a 17. července 2000 Kneset schválil novelu č. 8, kterým byla přidána kapitola 6, jež popisovala roli vůdce opozice. Zákon stanoví výběr vůdce opozice, způsob jeho výměny, upravuje jeho ceremoniální roli při různých oficiálních akcích a ukládá premiérovi povinnost informovat ho jednou měsíčně. Zákon rovněž stanoví, že plat vůdce opozice bude stanoven výborem Knesetu a nesmí být nižší než plat ministra vlády.

## Seznam vůdců opozice

### Neoficiální vůdci opozice
Během let 1948 až 2000 byl vůdcem opozice předseda největší opoziční strany.

### Formální vůdci opozice
Po přijetí novely č. 8 se vůdcem opozice stala osoba zvolená největší opoziční frakcí.
| Pořadí | Obrázek             | Jméno (Datum narození–Datum úmrtí) | Strana                           | Nástup do úřadu    | Odchod z úřadu     | Vláda           |
| ------ | ------------------- | ---------------------------------- | -------------------------------- | ------------------ | ------------------ | --------------- |
| 1.     |                     | Ariel Šaron (1928–2014)            | Likud                            | 31. července 2000  | 7. března 2001     | 28.             |
| 2.     |                     | Josi Sarid (1940–2015)             | Merec                            | 21. března 2001    | 4. listopadu 2002  | 29.             |
| 3.     |                     | Binjamin Ben Eli'ezer (1936–2016)  | Strana práce–Mejmad              | 4. listopadu 2002  | 17. února 2003     | 29.             |
| 4.     |                     | Amram Micna (1945–)                | Strana práce–Mejmad              | 12. března 2003    | 13. května 2003    | 30.             |
| 5.     |                     | Dalia Icik (1952–)                 | Strana práce–Mejmad              | 13. května 2003    | 25. června 2003    | 30.             |
| 6.     |                     | Šimon Peres (1923–2016)            | Strana práce–Mejmad              | 25. června 2003    | 9. ledna 2005      | 30.             |
| 7.     |                     | Tommy Lapid (1931–2008)            | Šinuj                            | 10. ledna 2005     | 23. listopadu 2005 | 30.             |
| 8.     |                     | Amir Perec (1952–)                 | Strana práce–Mejmad Strana práce | 23. listopadu 2005 | 16. ledna 2006     | 30.             |
| 9.     |                     | Benjamin Netanjahu (1949–)         | Likud                            | 16. ledna 2006     | 17. dubna 2006     | 30.             |
| 9.     | 15. května 2006     | Benjamin Netanjahu (1949–)         | Likud                            | 24. února 2009     | 31.                |                 |
| 10.    |                     | Cipi Livniová (1958–)              | Kadima                           | 6. dubna 2009      | 2. dubna 2012      | 32.             |
| 11.    |                     | Šaul Mofaz (1949–)                 | Kadima                           | 2. dubna 2012      | 9. května 2012     | 32.             |
| 12.    |                     | Šeli Jachimovič (1960–)            | Strana práce                     | 9. května 2012     | 23. července 2012  | 32.             |
| (11.)  |                     | Šaul Mofaz (1949–)                 | Kadima                           | 23. července 2012  | 5. února 2013      | 32.             |
| (12.)  |                     | Šeli Jachimovič (1960–)            | Strana práce                     | 9. dubna 2013      | 25. listopadu 2013 | 33.             |
| 13.    |                     | Jicchak Herzog (1960–)             | Sionistický tábor Strana práce   | 25. listopadu 2013 | 31. března 2015    | 33.             |
| 13.    | 1. června 2015      | Jicchak Herzog (1960–)             | Sionistický tábor Strana práce   | 31. července 2018  | 34.                |                 |
| (10.)  |                     | Cipi Livniová (1958–)              | Sionistický tábor ha-Tnu'a       | 1. srpna 2018      | 34.                | 1. ledna 2019   |
| (12.)  |                     | Šeli Jachimovič (1960–)            | Strana práce                     | 1. ledna 2019      | 34.                | 30. dubna 2019  |
| —      | žádný vůdce opozice | žádný vůdce opozice                | žádný vůdce opozice              | 30. dubna 2019     | 34.                | 27. května 2020 |
| 14.    |                     | Ja'ir Lapid (1963–)                | Ješ atid–Telem                   | 27. května 2020    | 6. dubna 2021      | 35.             |
| (9.)   |                     | Benjamin Netanjahu (1949–)         | Likud                            | 28. června 2021    | 29. prosince 2022  | 36.             |
| (14.)  |                     | Ja'ir Lapid (1963–)                | Ješ atid                         | 2. ledna 2023      | úřadující          | 37.             |